# Нальешкович, Никола

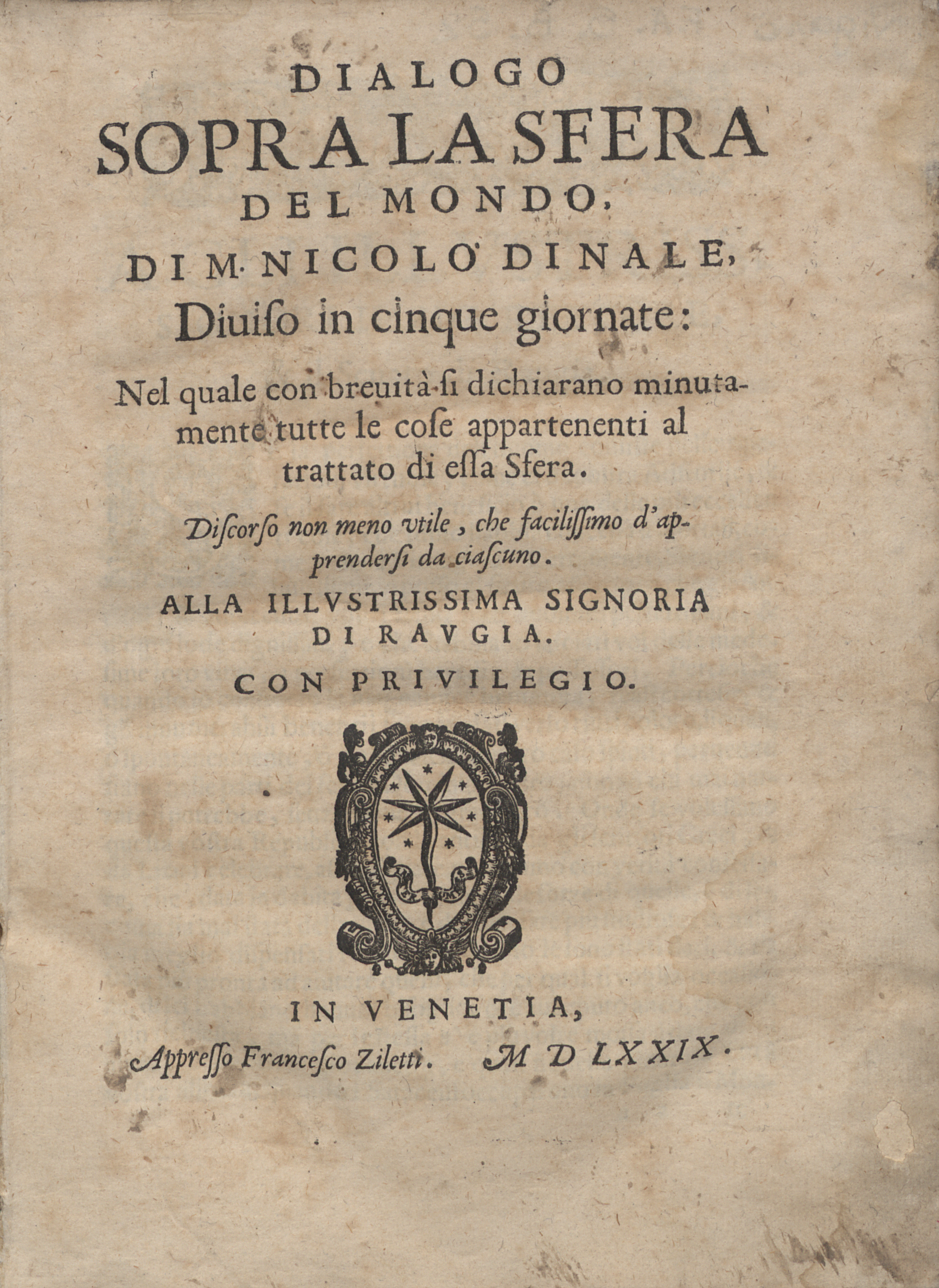
Dialogo sopra la sfera del mondo. 1589

Никола Нальешкович (хорв. Nikola Nalješković; лат. Nicolaus de Nale; около 1500, Дубровник — декабрь 1587, там же) — хорватский поэт-лирик, драматург и астроном, один из представителей золотого века дубровницкой литературы.

## Биография
Родился в богатой семье, получил образование, вероятно, в Дубровнике. В раннем возрасте во время эпидемии чумы потерял отца, и ему пришлось заботиться не только о бизнесе, но и о семье. Объездил почти всё Средиземноморье, но без особых успехов в делах, поэтому в 1538 году ему пришлось объявить о банкротстве. Из-за этого он провел в тюрьме почти весь следующий год, и по этой же причине от него ушла невеста, которая, по неподтвержденной легенде, сбежала из свадебного кортежа в монастырь. Сидел в заключении, после выхода из тюрьмы выполнял различные работы.
Долгое время работал геодезистом в Дубровнике и его окрестностях. Оставшуюся часть жизни провёл, благодаря доходам, которые имел на службе, а также полученному от брака приданому, в устоявшихся материальных обстоятельствах и с возможностью уделять больше времени любимым астрономическим исследованиям.
Автор лирических стихов, пасторалей, песен, пьес, комедий. Его сочинение: «Dialogo sulla sfera del mondo» издано в 1579 г. Сочинения его напечатаны в V т. «Stari pisci hrvatski», издаваемых загребской академией.